# Pacificación de Las Villas
La Pacificación de Las Villas fue una campaña militar llevada a cabo por España en la Provincia de Las Villas, Cuba, durante el año 1877, en las postrimerías de la Guerra de los Diez Años (1868-1878). 

## Pacificación
El impulsor y principal líder militar de dicha campaña, por el lado español, fue el por entonces capitán general de la isla Arsenio Martínez Campos, quien había empleado métodos similares en la etapa final de la tercera guerra carlista en España, un año antes. 
El método de Martínez Campos en dichas campañas consistía en tratar de matar la menor cantidad posible de enemigos y, de ser posible, capturarlos vivos, evitando ejecutarlos, que era lo que hacían las tropas españolas con los independentistas cubanos antes de esta campaña. 
Igualmente, se le perdonaba la vida a todo cubano que se rindiera a las tropas españolas, se le pagaba una suma de dinero si entregaba armas, se le proveía de atención médica a los soldados, oficiales y civiles cubanos que lo necesitasen, y se le entregaban tierras a los mambises que lo solicitasen, e incluso, pasaporte y transporte seguro al que deseara abandonar la isla. 
Dicha campaña, que resultó exitosa para España, buscaba aprovecharse de los síntomas de cansancio y desorganización que se notaban en el Ejército Mambí hacia finales de la guerra y también buscaba apaciguar a los independentistas cubanos que luchaban desde hacía casi una década, no solamente por sus objetivos políticos de independencia y abolición de esclavitud, sino que, además, luchaban por sus propias vidas, pues el gobierno colonial español había decretado, desde principios del conflicto, la guerra a muerte contra los cubanos independentistas, fusilando, ejecutando o asesinando a cualquier prisionero cubano que cayese en sus manos, lo cual le costó la vida a muchos y obligó a los sobrevivientes a fortalecer su resistencia y no rendirse hasta el final. 
Pero, con la astuta política de Martínez Campos, los cubanos, exhaustos, comenzaron a deponer las armas en Las Villas y pronto también en el Camagüey y parte de Oriente. Toda esta situación conllevó al inicio de negociaciones entre las dos partes enfrentadas, lo cual culminó en el Pacto del Zanjón del 10 de febrero de 1878, que puso un fin formal a la guerra. 
Sin embargo, no todo fue exitoso para España: La mayor parte de los oficiales y soldados cubanos orientales se negaron a aceptar el pacto y se pronunciaron a favor de seguir la guerra en la Protesta de Baraguá del 15 de marzo de 1878. La guerra continuó por unos meses más, pero eventualmente, los cubanos debieron cesar la lucha por un tiempo para reorganizarse. 
- Datos: Q56317849